# Aganocrossus pallidicornis
Aganocrossus pallidicornis är en skalbaggsart som beskrevs av Walker 1858. Aganocrossus pallidicornis ingår i släktet Aganocrossus och familjen Aphodiidae. Inga underarter finns listade i Catalogue of Life.